# Список Героев Советского Союза (Сорокин — Степин)
В настоящем списке представлены в алфавитном порядке все Герои Советского Союза, чьи фамилии начинаются с буквы «С» (всего 1165 человек, из них 19 удостоены звания дважды). Список содержит даты Указов Президиума Верховного Совета СССР о присвоении звания, информацию о роде войск, должности и воинском звании Героев на дату представления к присвоению звания Героя Советского Союза, годах их жизни.
- Персиковым цветом  в таблице выделены Герои, удостоенные звания дважды и более раз.
- Серым цветом  в таблице выделены Герои, представленные к званию посмертно.

| Навигационная таблица | Навигационная таблица                 |
| --------------------- | ------------------------------------- |
| «С»                   | Сабанов Григорий — Самсонов Владимир  |
| «С»                   | Самсонов Иван — Севрюков Алексей      |
| «С»                   | Севрюков Леонид — Сергиенков Дмитрий  |
| «С»                   | Сергов Алексей — Силантьев Николай    |
| «С»                   | Силин Николай — Скрылёв Алексей       |
| «С»                   | Скрылёв Виктор — Соболевский Анатолий |
| «С»                   | Собянин Гавриил — Сорокин Сергей      |
| «С»                   | Сорокин Фёдор — Степин Кузьма         |
| «С»                   | Степовой Арсентий — Сулин Семён       |
| «С»                   | Султанов Барый — Сябро Николай        |

| № п/п | Фамилия Имя Отчество                                              | Дата Указа            | Род войск    | Должность | Звание                                 | Годы жизни                                 | БС ГС НЛ                        |
| ----- | ----------------------------------------------------------------- | --------------------- | ------------ | --- | -------------------------------------- | ------------------------------------------ | ------------------------------- |
| 819   | Сорокин Фёдор Алексеевич                                          | 27.02.1945            | пехота       | командир батальона 738-го стрелкового полка 134-й стрелковой дивизии 69-й армии 1-го Белорусского фронта | майор                                  | 15.12.1916 — 12.02.1978                    | [ БС 1 ] [ ГС 1 ] [ НЛ 1 ]      |
| 820   | Сосин Владимир Петрович                                           | 27.02.1945            | пехота       | командир пулемётного взвода 1281-го стрелкового полка 60-й стрелковой дивизии 47-й армии 1-го Белорусского фронта | лейтенант                              | 09.10.1925 — 11.03.1981                    | [ БС 2 ] [ ГС 2 ] [ НЛ 2 ]      |
| 821   | Сосин Николай Фёдорович                                           | 01.11.1943            | инженер      | командир отделения 60-го отдельного штурмового инженерно-сапёрного батальона 12-й штурмовой инженерно-сапёрной бригады РГК в составе 51-й армии Южного фронта | сержант                                | 20.02.1903 — 09.03.1977                    | [ БС 2 ] [ ГС 3 ] [ НЛ 3 ]      |
| 822   | Соснина Нина Ивановна                                             | 08.09.1965            | партизан     | активная участница партизанской борьбы на Украине, руководитель подпольной организации в городе Малине Житомирской области Украинской ССР | —                                      | 30.11.1923 — 31.08.1943                    | ——                              |
| 823   | Соснов Алексей Андреевич                                          | 03.06.1944            | артиллерия   | наводчик орудия 372-го стрелкового полка 218-й стрелковой дивизии 47-й армии Воронежского фронта | красноармеец                           | 30.03.1921 — 12.10.1943                    | [ БС 2 ] [ ГС 5 ] [ НЛ 4 ]      |
| 824   | Сосновский Алексей Васильевич укр. Сосновський Олексій Васильович | 03.06.1944            | пехота       | командир пулемётного взвода 257-го гвардейского стрелкового полка 65-й гвардейской стрелковой дивизии 10-й гвардейской армии Западного фронта | гвардии лейтенант                      | 30.03.1923 — 07.08.1943                    | [ БС 2 ] [ ГС 6 ] [ НЛ 5 ]      |
| 825   | Сотников Александр Тимофеевич                                     | 15.05.1946            | комиссар     | начальник политотдела 171-й стрелковой дивизии 3-й ударной армии 1-го Белорусского фронта | гвардии подполковник                   | 23.08.1900 — 05.11.1974                    | [ БС 2 ] [ ГС 7 ] [ НЛ 6 ]      |
| 826   | Сотников Василий Иванович                                         | 21.09.1943            | артиллерия   | командир орудия 193-го гвардейского артиллерийского полка 90-й гвардейской стрелковой дивизии 6-й гвардейской армии Воронежского фронта | гвардии сержант                        | 08.05.1902 — 09.02.1978                    | [ БС 3 ] [ ГС 8 ] [ НЛ 7 ]      |
| 827   | Сотников Михаил Трифонович                                        | 31.05.1945            | морской флот | командир полуглиссера ПГК-111 1-го отдельного отряда полуглиссеров 1-й бригады речных кораблей Днепровской военной флотилии | старшина 2-й статьи                    | 22.05.1917 — 24.04.1945                    | [ БС 4 ] [ ГС 9 ] [ НЛ 8 ]      |
| 828   | Сотников Николай Яковлевич                                        | 10.04.1945            | пехота       | командир пулемётного расчёта 904-го стрелкового полка 245-й стрелковой дивизии 59-й армии 1-го Украинского фронта | ефрейтор                               | 01.08.1926 — 04.03.2000                    | [ БС 4 ] [ ГС 10 ] [ НЛ 9 ]     |
| 829   | Сотниченко Михаил Иванович                                        | 03.06.1944            | танкист      | командир танкового взвода 584-го танкового батальона 3-й танковой бригады 23-го танкового корпуса 3-го Украинского фронта | старший лейтенант                      | 03.07.1921 — 06.08.1990                    | [ БС 4 ] [ ГС 11 ] [ НЛ 10 ]    |
| 830   | Сохин Михаил Степанович                                           | 13.09.1944            | пехота       | снайпер 44-го гвардейского стрелкового полка 15-й гвардейской стрелковой дивизии 37-й армии 3-го Украинского фронта | гвардии старшина                       | 01.06.1918 — 16.09.1987                    | [ БС 4 ] [ ГС 12 ] [ НЛ 11 ]    |
| 831   | Сохор Антонин чеш. Sochor Antonín                                 | 21.12.1943            | пехота       | командир роты автоматчиков 1-й отдельной чехословацкой пехотной бригады в составе 51-го стрелкового корпуса 38-й армии 1-го Украинского фронта | поручик                                | 16.07.1914 — 16.08.1950                    | [ БС 5 ] [ ГС 13 ] [ НЛ 12 ]    |
| 832   | Соценко Александр Никитович укр. Соценко Олександр Микитович      | 24.03.1945            | инженер      | сапёр сапёрного взвода 70-го гвардейского стрелкового полка 24-й гвардейской стрелковой дивизии 2-й гвардейской армии 4-го Украинского фронта | гвардии красноармеец                   | 13.07.1924 — 09.05.1944                    | [ БС 4 ] [ ГС 14 ] [ НЛ 13 ]    |
| 833   | Соченко Макар Степанович                                          | 17.10.1943            | инженер      | командир сапёрного взвода 985-го стрелкового полка 226-й стрелковой дивизии 60-й армии Центрального фронта | младший лейтенант                      | 1917 — 16.04.1944                          | [ БС 4 ] [ ГС 15 ] [ НЛ 14 ]    |
| 834   | Спатаев Карсыбай каз. Сыпатаев Қарсыбай                           | 17.04.1943            | артиллерия   | заряжающий миномёта 13-го отдельного конно-артиллерийского дивизиона 61-й кавалерийской дивизии 4-го кавалерийского корпуса Южного фронта | красноармеец                           | 15.04.1918 — 26.11.1942                    | [ БС 4 ] [ ГС 16 ] [ НЛ 15 ]    |
| 835   | Спахов Фёдор Яковлевич                                            | 10.04.1945            | танкист      | командир роты танков Т-34 13-й гвардейской танковой бригады 4-го гвардейского танкового корпуса 1-го Украинского фронта | гвардии старший лейтенант              | 25.12.1922 — 16.12.1972                    | [ БС 6 ] [ ГС 17 ] [ НЛ 16 ]    |
| 836   | Спеков Александр Васильевич                                       | 26.04.1940            | связисты     | телефонист взвода связи стрелкового батальона 2-го пограничного полка Карельского пограничного округа Пограничных войск НКВД СССР | красноармеец                           | 18.04.1916 — 25.01.1940                    | ——                              |
| 837   | Спехов Фёдор Яковлевич                                            | 17.11.1939            | танкист      | помощник командира роты боевого обеспечения 6-й танковой бригады 1-й армейской группы | старший лейтенант                      | 05.02.1905 — 01.04.1945                    | ——                              |
| 838   | Спивак Моисей Лейвикович                                          | 27.08.1943            | пехота       | адъютант командира 409-го стрелкового полка 137-й стрелковой дивизии 48-й армии Центрального фронта | лейтенант                              | 25.01.1919 — 23.07.1943                    | [ БС 7 ] [ ГС 20 ] [ НЛ 17 ]    |
| 839   | Спиваков Александр Григорьевич                                    | 26.10.1943            | артиллерия   | начальник штаба 1844-го истребительно-противотанкового полка 30-й отдельной истребительно-противотанковой артиллерийской бригады РГК в составе 7-й гвардейской армии Степного фронта | капитан                                | 25.03.1916 — 04.10.1943                    | [ БС 7 ] [ ГС 21 ] [ НЛ 18 ]    |
| 840   | Спикин Пётр Кузьмич                                               | 20.12.1943            | артиллерия   | командир дивизиона 5-го гвардейского воздушно-десантного артиллерийского полка 10-й гвардейской воздушно-десантной дивизии 37-й армии Степного фронта | гвардии старший лейтенант              | 12.04.1918 — 02.09.1976                    | [ БС 7 ] [ ГС 22 ] [ НЛ 19 ]    |
| 841   | Спириденко Николай Кузьмич бел. Спірыдзенка Мікалай Кузьміч       | 23.02.1945            | авиация      | командир эскадрильи 172-го истребительного авиационного полка 309-й истребительной авиационной дивизии 4-й воздушной армии 2-го Белорусского фронта | майор                                  | 12.01.1917 — 27.12.1980                    | [ БС 8 ] [ ГС 23 ] [ НЛ 20 ]    |
| 842   | Спиридонов Владимир Кириллович                                    | 27.02.1945            | комиссар     | комсорг батальона 221-го гвардейского стрелкового полка 77-й гвардейской стрелковой дивизии 69-й армии 1-го Белорусского фронта | гвардии старшина                       | 01.11.1925 — 08.06.1975                    | [ БС 9 ] [ ГС 24 ] [ НЛ 21 ]    |
| 843   | Спирин Александр Иванович                                         | 13.02.1944            | танкист      | командир танковой роты 98-го отдельного танкового полка Ленинградского фронта | старший лейтенант                      | 17.08.1917 — 16.01.1944                    | [ БС 9 ] [ ГС 25 ] [ НЛ 22 ]    |
| 844   | Спирин Андрей Фёдорович                                           | 30.10.1943            | пехота       | пулемётчик 883-го стрелкового полка 193-й стрелковой дивизии 65-й армии Центрального фронта | красноармеец                           | 03.08.1918 — 25.11.1987                    | [ БС 9 ] [ ГС 26 ] [ НЛ 23 ]    |
| 845   | Спирин Василий Романович                                          | 21.07.1944            | пехота       | стрелок 419-го стрелкового полка 18-й стрелковой дивизии 7-й армии Карельского фронта | ефрейтор                               | 29.01.1926 — 01.01.1992                    | [ БС 9 ] [ ГС 27 ] [ НЛ 24 ]    |
| 846   | Спирин Иван Тимофеевич                                            | 27.06.1937            | авиация      | командир и военком авиационной бригады НИИ ВВС РККА, флаг-штурман воздушной высокоширотной экспедиции «Север» | майор                                  | 09.08.1898 — 04.11.1960                    | ——                              |
| 847   | Спирин Николай Иванович                                           | 20.06.1942            | пехота       | командир пулемётной роты 381-го стрелкового полка 109-й стрелковой дивизии Отдельной Приморской армии Северо-Кавказского фронта | старший лейтенант                      | 19.12.1922 — июнь 1942                     | ——                              |
| 848   | Спирин Пётр Петрович                                              | 20.12.1943            | пехота       | заместитель по строевой части командира 849-го стрелкового полка 303-й стрелковой дивизией 57-й армии Степного фронта | капитан                                | 05.07.1911 — 16.02.1973                    | [ БС 9 ] [ ГС 30 ] [ НЛ 25 ]    |
| 849   | Спирьков Степан Петрович                                          | 21.03.1940            | пехота       | командир батальона 330-го стрелкового полка 86-й мотострелковой дивизии 7-й армии Северо-Западного фронта | капитан                                | 09.01.1905 — 02.09.1982                    | [ БС 10 ] [ ГС 31 ] [ НЛ 26 ]   |
| 850   | Спиряков Иван Фёдорович                                           | 11.04.1940            | связисты     | командир взвода связи дивизиона 17-го гаубичного артиллерийского полка 42-й стрелковой дивизии 7-й армии Северо-Западного фронта | лейтенант                              | 02.12.1915 — 12.03.1940                    | [ БС 11 ] [ ГС 32 ] [ НЛ 27 ]   |
| 851   | Спицин Иван Яковлевич (Спицын Иван Яковлевич)                     | 30.10.1943            | артиллерия   | командир орудия взвода 45-мм пушек 685-го стрелкового полка 193-й стрелковой дивизии 65-й армии Центрального фронта | сержант                                | 11.04.1914 — 12.06.1979                    | [ БС 11 ] [ ГС 33 ] [ НЛ 28 ]   |
| 852   | Спицын Спиридон Матвеевич                                         | 13.11.1943            | пехота       | командир взвода противотанковых ружей 198-го гвардейского стрелкового полка 68-й гвардейской стрелковой дивизии 40-й армии Воронежского фронта | гвардии лейтенант                      | 21.12.1921 — 24.09.1943                    | [ БС 11 ] [ ГС 34 ] [ НЛ 29 ]   |
| 853   | Спичак Иван Иванович укр. Спичак Іван Іванович                    | 22.02.1944            | пехота       | стрелок 780-го стрелкового полка 214-й стрелковой дивизии 5-й гвардейской армии 2-го Украинского фронта | красноармеец                           | 1923 — 30.11.1943                          | [ БС 11 ] [ ГС 35 ] [ НЛ 30 ]   |
| 854   | Спольник Григорий Иванович укр. Спольник Григорій Іванович        | 22.07.1944            | пехота       | командир отделения 213-го гвардейского стрелкового полка 71-й гвардейской стрелковой дивизии 6-й гвардейской армии 1-го Прибалтийского фронта | гвардии сержант                        | 17.11.1902 — 24.06.1944                    | [ БС 11 ] [ ГС 36 ] [ НЛ 31 ]   |
| 855   | Срибный Сидор Иванович укр. Срібний Сидір Іванович                | 17.10.1943            | пехота       | командир роты 241-го гвардейского стрелкового полка 75-й гвардейской стрелковой дивизии 60-й армии Центрального фронта | гвардии младший лейтенант              | 28.12.1916 — 11.10.1944                    | [ БС 11 ] [ ГС 37 ] [ НЛ 32 ]   |
| 856   | Стадничук Николай Михайлович укр. Стадничук Микола Михайлович     | 17.10.1943            | инженер      | временно исполняющий должность командира 21-го отдельного понтонно-мостового батальона 60-й армии Центрального фронта | старший лейтенант                      | 27.09.1913 — 21.06.1980                    | [ БС 11 ] [ ГС 38 ] [ НЛ 33 ]   |
| 857   | Сталин Иосиф Виссарионович груз. სტალინი იოსებ                    | 26.06.1945            | маршал       | Председатель Государственного комитета обороны и Народный комиссар обороны СССР | Маршал Советского Союза                | 18.12.1878 — 05.03.1953                    | [ БС 12 ] [ ГС 39 ] [ НЛ 34 ]   |
| 858   | Станкевич Гемел Михайлович бел. Станкевіч Гемел Міхайлавіч        | 27.06.1945            | танкист      | командир танкового взвода 111-й танковой бригады 25-го танкового корпуса 1-го Украинского фронта | младший лейтенант                      | 08.03.1925 — 05.01.1962                    | [ БС 13 ] [ ГС 40 ] [ НЛ 35 ]   |
| 859   | Станчев Степан Савельевич                                         | 10.04.1945            | инженер      | командир понтонной роты 49-го отдельного моторизованного понтонно-мостового батальона 20-й моторизированной инженерной бригады 4-й танковой армии 1-го Украинского фронта | старший лейтенант                      | 12.03.1919 — 22.11.2006                    | [ БС 13 ] [ ГС 41 ] [ НЛ 36 ]   |
| 860   | Старжинский Иван Ильич                                            | 15.05.1946            | авиация      | штурман 27-го гвардейского бомбардировочного авиационного полка 14-й гвардейской бомбардировочной авиационной дивизии 4-го гвардейского бомбардировочного авиационного корпуса 18-й воздушной армии | гвардии подполковник                   | 13.03.1912 — 01.05.1980                    | [ БС 13 ] [ ГС 42 ] [ НЛ 37 ]   |
| 861   | Стариков Анатолий Константинович                                  | 09.09.1957            | авиация      | лётчик-испытатель НИИ ВВС | подполковник                           | 16.06.1920 — 18.04.1980                    | ——                              |
| 862   | Стариков Валентин Георгиевич                                      | 03.04.1942            | морской флот | командир подводной лодки М-171 3-го дивизиона подводных лодок бригады подводных лодок Северного флота | капитан-лейтенант                      | 08.06.1913 — 26.06.1979                    | [ БС 13 ] [ ГС 44 ] [ НЛ 38 ]   |
| 863   | Стариков Дмитрий Александрович                                    | 21.01.1944            | авиация      | командир звена 11-го гвардейского истребительного авиационного полка 1-й минно-торпедной дивизии ВВС Черноморского флота | гвардии старший лейтенант              | 01.05.1921 — 02.10.1945                    | [ БС 13 ] [ ГС 45 ] [ НЛ 39 ]   |
| 864   | Стариков Михаил Иванович                                          | 20.12.1943            | пехота       | командир взвода мотострелкового батальона 19-й механизированной бригады 1-го механизированного корпуса 37-й армии Степного фронта | старший сержант                        | 19.10.1921 — 18.08.1990                    | [ БС 14 ] [ ГС 46 ] [ НЛ 40 ]   |
| 865   | Стариков Михаил Семёнович                                         | 29.06.1945            | пехота       | помощник командира взвода 107-го гвардейского стрелкового полка 34-й гвардейской стрелковой дивизии 4-й гвардейской армии 3-го Украинского фронта | гвардии старший сержант                | 05.11.1909 — 15.08.1993                    | [ БС 15 ] [ ГС 47 ] [ НЛ 41 ]   |
| 866   | Стариков Пётр Никифорович                                         | 29.10.1943            | инженер      | командир отделения 180-го сапёрного батальона 167-й стрелковой дивизии 38-й армии Воронежского фронта | старший сержант                        | 12.07.1904 — 02.02.1944                    | [ БС 15 ] [ ГС 48 ] [ НЛ 42 ]   |
| 867   | Стариковский Александр Степанович                                 | 24.03.1945            | артиллерия   | командир миномётного расчета 16-го стрелкового полка 102-й стрелковой дивизии 48-й армии 1-го Белорусского фронта | сержант                                | 20.12.1914 — 26.05.1984                    | [ БС 15 ] [ ГС 49 ] [ НЛ 43 ]   |
| 868   | Старков Георгий Вениаминович                                      | 21.03.1940            | танкист      | командир танковой роты 112-го отдельного танкового батальона 35-й легкотанковой бригады 7-й армии Северо-Западного фронта | старший лейтенант                      | 24.03.1909 — 08.04.1943                    | [ БС 15 ] [ ГС 50 ] [ НЛ 44 ]   |
| 869   | Староверов Яков Петрович                                          | 17.10.1943            | артиллерия   | командир взвода управления 200-го гвардейского лёгкого артиллерийского полка 3-й гвардейской лёгкой артиллерийской бригады 1-й гвардейской артиллерийской дивизии прорыва РГК в составе 60-й армии Воронежского фронта | гвардии лейтенант                      | 21.03.1904 — 17.08.1955                    | [ БС 15 ] [ ГС 51 ] [ НЛ 45 ]   |
| 870   | Старовойтов Михаил Антонович                                      | 03.06.1944            | пехота       | автоматчик роты автоматчиков 1292-го стрелкового полка 113-й стрелковой дивизии 57-й армии 3-го Украинского фронта | красноармеец                           | 07.06.1923 — 04.04.1944                    | [ БС 15 ] [ ГС 52 ] [ НЛ 46 ]   |
| 871   | Стародубцев Георгий Степанович                                    | 29.06.1945            | авиация      | командир звена 166-го гвардейского штурмового авиационного полка 10-й гвардейской штурмовой авиационной дивизии 17-й воздушной армии 3-го Украинского фронта | гвардии старший лейтенант              | 03.05.1923 — 29.11.1989                    | [ БС 16 ] [ ГС 53 ] [ НЛ 47 ]   |
| 872   | Староконь Иван Иванович укр. Староконь Іван Іванович              | 26.10.1944            | авиация      | заместитель командира эскадрильи 70-го гвардейского штурмового авиационного полка 3-й гвардейской штурмовой авиационной дивизии 1-го смешанного авиационного корпуса 6-й воздушной армии 1-го Белорусского фронта | гвардии старший лейтенант              | 26.05.1923 — 07.02.1995                    | [ БС 17 ] [ ГС 54 ] [ НЛ 48 ]   |
| 873   | Старостин Василий Михайлович                                      | 22.07.1944            | морской флот | командир 1-го отряда 3-го дивизиона бригады торпедных катеров Балтийского флота | капитан 3-го ранга                     | 24.01.1911 — 17.01.1976                    | [ БС 17 ] [ ГС 55 ] [ НЛ 49 ]   |
| 874   | Старостин Дмитрий Яковлевич                                       | 10.01.1944            | танкист      | командир взвода 345-го танкового батальона 91-й отдельной танковой бригады 3-й гвардейской танковой армии 1-го Украинского фронта | лейтенант                              | 16.09.1923 — 27.06.2007                    | [ БС 17 ] [ ГС 56 ] [ НЛ 50 ]   |
| 875   | Старостин Николай Фёдорович                                       | 04.02.1944            | авиация      | штурман эскадрильи 128-го бомбардировочного авиационного полка 241-й бомбардировочной авиационной дивизии 16-й воздушной армии Центрального фронта | старший лейтенант                      | 13.09.1920 — 07.05.1945                    | [ БС 17 ] [ ГС 57 ] [ НЛ 51 ]   |
| 876   | Старцев Александр Петрович                                        | 21.09.1943            | артиллерия   | наводчик орудия 122-го гвардейского артиллерийского полка 51-й гвардейской стрелковой дивизии 6-й гвардейской армии Воронежского фронта | гвардии младший сержант                | 21.10.1922 — 04.04.2008                    | [ БС 17 ] [ ГС 58 ] [ НЛ 52 ]   |
| 877   | Старцев Фёдор Григорьевич                                         | 26.10.1943            | пехота       | помощник наводчика противотанкового ружья роты противотанковых ружей 58-й мотострелковой бригады 2-го танкового корпуса 3-й гвардейской армии Юго-Западного фронта | красноармеец                           | 1908 — 17.01.1943                          | [ БС 17 ] [ ГС 59 ] [ НЛ 53 ]   |
| 878   | Старченко Артемий Иванович                                        | 21.07.1944            | пехота       | командир батальона 241-го стрелкового полка 95-й стрелковой дивизии 49-й армии 2-го Белорусского фронта | старший лейтенант                      | 02.10.1920 — 09.02.1984                    | [ БС 17 ] [ ГС 60 ] [ НЛ 54 ]   |
| 879   | Старченков Иван Сергеевич                                         | 23.02.1945            | авиация      | командир эскадрильи 571-го штурмового авиационного полка 224-й штурмовой авиационной дивизии 8-го штурмового авиационного корпуса 8-й воздушной армии 4-го Украинского фронта | капитан                                | 08.03.1923 — 13.02.1945                    | [ БС 18 ] [ ГС 61 ] [ НЛ 55 ]   |
| 880   | Старчиков Николай Алексеевич                                      | 27.06.1945            | авиация      | командир эскадрильи 16-го гвардейского истребительного авиационного полка 9-й гвардейской истребительной авиационной дивизии 6-го гвардейского истребительного авиационного корпуса 2-й воздушной армии 1-го Украинского фронта | гвардии капитан                        | 19.11.1917 — 02.11.1984                    | [ БС 19 ] [ ГС 62 ] [ НЛ 56 ]   |
| 881   | Старшинов Николай Васильевич                                      | 22.01.1944            | комиссар     | заместитель по политической части командира 393-го отдельного батальона морской пехоты Новороссийской военно-морской базы Черноморского флота | капитан                                | 03.03.1915 — 20.06.1972                    | [ БС 19 ] [ ГС 63 ] [ НЛ 57 ]   |
| 882   | Старыгин Александр Васильевич                                     | 26.10.1943            | артиллерия   | миномётчик гвардейского отдельного учебного батальона 73-й гвардейской стрелковой дивизии 7-й гвардейской армии Степного фронта | гвардии сержант                        | 22.01.1921 — 12.04.1946                    | [ БС 19 ] [ ГС 64 ] [ НЛ 58 ]   |
| 883   | Старых Алексей Алексеевич                                         | 10.01.1944            | комиссар     | заместитель по политической части командира 520-го стрелкового полка 167-й стрелковой дивизии 38-й армии 1-го Украинского фронта | майор                                  | 21.03.1903 — 24.04.1945                    | [ БС 19 ] [ ГС 65 ] [ НЛ 59 ]   |
| 884   | Старых Иван Сергеевич                                             | 22.02.1944            | инженер      | командир отделения 71-го гвардейского отдельного сапёрного батальона 62-й гвардейской стрелковой дивизии 37-й армии Степного фронта | гвардии младший сержант                | 1916 — 28.09.1943                          | [ БС 19 ] [ ГС 66 ] [ НЛ 60 ]   |
| 885   | Стасюк Василий Дмитриевич                                         | 01.11.1943            | пехота       | командир отделения разведки 496-й отдельной разведывательной роты 236-й стрелковой дивизии 46-й армии Степного фронта | старшина                               | 28.12.1913 — 22.02.1984                    | [ БС 19 ] [ ГС 67 ] [ НЛ 61 ]   |
| 886   | Стасюк Никита Иванович укр. Стасюк Микита Іванович                | 13.11.1943            | инженер      | командир отделения сапёрного взвода 520-го стрелкового полка 167-й стрелковой дивизии 38-й армии Воронежского фронта | сержант                                | 1912 — 20.10.1943                          | [ БС 19 ] [ ГС 68 ] [ НЛ 62 ]   |
| 887   | Стахорский Алексей Петрович укр. Стахорський Олексій Петрович     | 29.10.1943            | пехота       | стрелок 1318-го стрелкового полка 163-й стрелковой дивизии 38-й армии Воронежского фронта | красноармеец                           | 21.03.1923 — 22.05.1985                    | [ БС 20 ] [ ГС 69 ] [ НЛ 63 ]   |
| 888   | Стаценко Василий Ефимович                                         | 27.02.1945            | пехота       | командир взвода пешей разведки 446-го стрелкового полка 397-й стрелковой дивизии 61-й армии 1-го Белорусского фронта | старшина                               | 08.08.1922 — 12.05.1967                    | [ БС 21 ] [ ГС 70 ] [ НЛ 64 ]   |
| 889   | Стаценко Яков Тихонович                                           | 24.03.1945            | пехота       | командир пулемётного расчёта 787-го стрелкового полка 222-й стрелковой дивизии 33-й армии 3-го Белорусского фронта | сержант                                | 15.09.1923 — 10.03.1989                    | [ БС 21 ] [ ГС 71 ] [ НЛ 65 ]   |
| 890   | Стацюк Николай Арсентьевич                                        | 24.03.1945            | танкист      | механик-водитель танка Т-34 108-й танковой бригады 9-го танкового корпуса 1-го Белорусского фронта | старшина                               | 15.05.1917 — 23.03.1976                    | [ БС 21 ] [ ГС 72 ] [ НЛ 66 ]   |
| 891   | Сташек Николай Иванович укр. Сташек Микола Іванович               | 16.10.1943            | пехота       | командир 360-го стрелкового полка 74-й стрелковой дивизии 13-й армии Центрального фронта | подполковник                           | 01.05.1914 — 17.02.1991                    | [ БС 21 ] [ ГС 73 ] [ НЛ 67 ]   |
| 892   | Сташков Николай Иванович                                          | 02.05.1945            | партизан     | активный участник партизанской борьбы на Украине, секретарь Днепропетровского подпольного обкома КП(б)У | —                                      | 15.04.1907 — 26.01.1943                    | [ БС 21 ] [ ГС 74 ] [ НЛ 68 ]   |
| 893   | Стеба Андрей Дмитриевич укр. Стеба Андрій Дмитрович               | 24.03.1945            | пехота       | командир роты 795-го стрелкового полка 228-й стрелковой дивизии 53-й армии 2-го Украинского фронта | лейтенант                              | 04.07.1904 — 09.09.1970                    | [ БС 21 ] [ ГС 75 ] [ НЛ 69 ]   |
| 894   | Стебенёв Фёдор Александрович                                      | 24.03.1945            | пехота       | командир 753-го стрелкового полка 192-й стрелковой дивизии 31-й армии 3-го Белорусского фронта | полковник                              | 03.10.1899 — 08.02.1971                    | [ БС 22 ] [ ГС 76 ] [ НЛ 70 ]   |
| 895   | Стеблёв Александр Фёдорович                                       | 07.04.1940            | артиллерия   | наводчик орудия 225-го гаубичного артиллерийского полка 51-й стрелковой дивизии 13-й армии Северо-Западного фронта | красноармеец                           | 05.05.1918 — 23.09.1960                    | [ БС 23 ] [ ГС 77 ] [ НЛ 71 ]   |
| 896   | Стеблевский Алексей Кузьмич укр. Стеблівський Олексій Кузьмович   | 27.06.1945            | пехота       | командир батальона 289-го гвардейского стрелкового полка 97-й гвардейской стрелковой дивизии 5-й гвардейской армии 1-го Украинского фронта | гвардии майор                          | 27.03.1911 — 12.05.1999                    | [ БС 23 ] [ ГС 78 ] [ НЛ 72 ]   |
| 897   | Стеблинский Сергей Васильевич                                     | 22.02.1944            | артиллерия   | командир батареи 53-го гвардейского артиллерийского полка 25-й гвардейской стрелковой дивизии 6-й армии Юго-Западного фронта | гвардии лейтенант                      | 27.07.1919 — 22.12.2004                    | [ БС 23 ] [ ГС 79 ] [ НЛ 73 ]   |
| 898   | Стельмах Евгений Михайлович бел. Стэльмах Яўген Міхайлавіч        | 10.10.1951            | авиация      | старший лётчик 18-го гвардейского истребительного авиационного полка 303-й истребительной авиационной дивизии 64-го истребительного авиационного корпуса | гвардии старший лейтенант              | 11.05.1923 — 01.06.1951                    | ——                              |
| 899   | Стемасов Пётр Дмитриевич                                          | 09.11.1941            | связисты     | командир радиоотделения 289-го истребительно-противотанкового артиллерийского полка Западного фронта | младший сержант                        | 25.08.1917 — 18.11.2000                    | [ БС 23 ] [ ГС 81 ] [ НЛ 74 ]   |
| 900   | Стемпковская Елена Константиновна                                 | 15.05.1946            | связисты     | радистка батальона 216-го стрелкового полка 76-й стрелковой дивизии 21-й армии Юго-Западного фронта | младший сержант                        | 1921 — 26.06.1942                          | [ БС 24 ] [ ГС 82 ] [ НЛ 75 ]   |
| 901   | Стенин Владимир Филиппович                                        | 06.04.1945            | генерал      | командир 134-й стрелковой дивизии 69-й армии 1-го Белорусского фронта | гвардии генерал-майор                  | 10.06.1899 — 29.05.1952                    | [ БС 25 ] [ ГС 83 ] [ НЛ 76 ]   |
| 902   | Стенников Афонасий Фёдорович                                      | 15.05.1946            | артиллерия   | командир орудия 1957-го истребительно-противотанкового артиллерийского полка 40-й отдельной истребительно-противотанковой бригады РГК в составе 3-й ударной армии 1-го Белорусского фронта | старший сержант                        | 04.09.1904 — 09.11.1979                    | [ БС 25 ] [ ГС 84 ] [ НЛ 77 ]   |
| 903   | Степаненко Василий Васильевич                                     | 10.04.1945            | артиллерия   | командир батареи 467-го гвардейского миномётного полка 7-го гвардейского танкового корпуса 3-й гвардейской танковой армии 1-го Украинского фронта | гвардии капитан                        | 03.02.1923 — 02.05.1945 (пропал без вести) | [ БС 25 ] [ ГС 85 ] [ НЛ 78 ]   |
| 904   | Степаненко Григорий Иванович укр. Степаненко Григорій Іванович    | 24.03.1945            | инженер      | командир отделения 18-го гвардейского инженерного сапёрного батальона 56-й инженерной сапёрной бригады 4-й гвардейской армии 3-го Украинского фронта | гвардии старший сержант                | 23.12.1917 — 22.12.1988                    | [ БС 25 ] [ ГС 86 ] [ НЛ 79 ]   |
| 905   | Степаненко Иван Никифорович укр. Степаненко Іван Ничипорович      | 13.04.1944 18.08.1945 | авиация      | заместитель командира эскадрильи 4-го истребительного авиационного полка 11-го смешанного авиационного корпуса 15-й воздушной армии Брянского фронта командир эскадрильи 4-го истребительного авиационного полка 185-й истребительной авиационной дивизии 14-го истребительного авиационного корпуса 15-й воздушной армии 2-го Прибалтийского фронта | старший лейтенант майор                | 13.04.1920 — 31.05.2007                    | [ БС 25 ] [ ГС 87 ] [ НЛ 80 ]   |
| 906   | Степаненко Павел Никитович                                        | 10.01.1944            | артиллерия   | командир батареи 76-мм пушек 955-го стрелкового полка 309-й стрелковой дивизии 40-й армии Воронежского фронта | лейтенант                              | 14.06.1923 — 25.10.2012                    | [ БС 25 ] [ ГС 88 ] [ НЛ 81 ]   |
| 907   | Степаненко Пётр Игнатьевич                                        | 24.03.1945            | танкист      | командир 257-го танкового батальона 108-й танковой бригады 9-го танкового корпуса 1-го Белорусского фронта | майор                                  | 07.11.1915 — 19.04.1945                    | [ БС 26 ] [ ГС 89 ] [ НЛ 82 ]   |
| 908   | Степанищев Михаил Тихонович                                       | 26.10.1944 29.06.1945 | авиация      | штурман 76-го гвардейского штурмового авиационного полка 1-й гвардейской штурмовой авиационной дивизии 8-й воздушной армии 4-го Украинского фронта заместитель командира 76-го гвардейского штурмового авиационного полка 1-й гвардейской штурмовой авиационной дивизии 1-й воздушной армии 3-го Белорусского фронта                                 | гвардии капитан гвардии майор          | 15.11.1915 — 08.09.1946                    | [ БС 27 ] [ ГС 90 ] [ НЛ 83 ]   |
| 909   | Степанников Фёдор Иванович                                        | 17.10.1943            | инженер      | понтонёр 9-го отдельного моторизованного понтонно-мостового батальона 60-й армии Воронежского фронта | ефрейтор                               | 24.11.1910 — 09.08.1985                    | [ БС 27 ] [ ГС 91 ] [ НЛ 84 ]   |
| 910   | Степанов Александр Алексеевич                                     | 29.06.1945            | пехота       | командир отделения 292-го стрелкового полка 115-й стрелковой дивизии 2-й гвардейской армии 3-го Белорусского фронта | сержант                                | 15.09.1925 — 24.04.1999                    | [ БС 27 ] [ ГС 92 ] [ НЛ 85 ]   |
| 911   | Степанов Александр Михайлович                                     | 25.10.1943            | пехота       | командир роты мотострелкового батальона 9-й гвардейской механизированной бригады 3-го гвардейского механизированного корпуса 47-й армии Воронежского фронта | гвардии старший лейтенант              | 25.04.1923 — 02.10.1943                    | [ БС 27 ] [ ГС 93 ] [ НЛ 86 ]   |
| 912   | Степанов Александр Николаевич                                     | 27.06.1945            | пехота       | помощник командира взвода 42-го гвардейского стрелкового полка 13-й гвардейской стрелковой дивизии 5-й гвардейской армии 1-го Украинского фронта | гвардии сержант                        | 25.09.1910 — 10.05.1991                    | [ БС 27 ] [ ГС 94 ] [ НЛ 87 ]   |
| 913   | Степанов Алексей Сергеевич                                        | 20.12.1943            | десантники   | заместитель командира 24-го гвардейского воздушно-десантного полка 10-й гвардейской воздушно-десантной дивизии 37-й армии Степного фронта | гвардии майор                          | 1907 — 14.10.1943                          | [ БС 27 ] [ ГС 95 ] [ НЛ 88 ]   |
| 914   | Степанов Арсений Иванович                                         | 20.11.1941            | авиация      | пилот 92-го истребительного авиационного полка 44-й истребительной авиационной дивизии ВВС 6-й армии Юго-Западного фронта | сержант                                | 19.07.1921 — 13.05.1942                    | [ БС 27 ] [ ГС 96 ] [ НЛ 89 ]   |
| 915   | Степанов Григорий Васильевич                                      | 18.12.1956            | пехота       | командир стрелкового взвода 104-го гвардейского механизированного полка 33-й гвардейской механизированной дивизии Отдельной механизированной армии | гвардии лейтенант                      | 22.11.1927 — 22.02.1993                    | ——                              |
| 916   | Степанов Дмитрий Тихонович                                        | 23.09.1944            | инженер      | командир отделения 77-го отдельного штурмового инженерно-сапёрного батальона 16-й штурмовой инженерно-сапёрной бригады РГК в составе 3-й гвардейской армии 1-го Украинского фронта | сержант                                | 22.10.1918 — 30.12.2002                    | [ БС 29 ] [ ГС 98 ] [ НЛ 90 ]   |
| 917   | Степанов Евгений Николаевич                                       | 29.08.1939            | авиация      | инспектор по технике пилотирования 19-го истребительного авиационного полка 1-й армейской группы | капитан                                | 22.05.1911 — 05.09.1996                    | ——                              |
| 918   | Степанов Иван Васильевич                                          | 15.01.1944            | пехота       | командир пулемётного расчёта 29-го гвардейского стрелкового полка 12-й гвардейской стрелковой дивизии 61-й армии Центрального фронта | гвардии сержант                        | 1908 — 02.10.1943                          | [ БС 29 ] [ ГС 100 ] [ НЛ 91 ]  |
| 919   | Степанов Иван Георгиевич                                          | 01.07.1944            | артиллерия   | командир орудия 1428-го лёгкого артиллерийского полка 65-й лёгкой артиллерийской бригады 18-й артиллерийской дивизии 3-го артиллерийского корпуса прорыва РГК в составе 2-й ударной армии Ленинградского фронта | сержант                                | 13.09.1916 — 06.10.1988                    | [ БС 29 ] [ ГС 101 ] [ НЛ 92 ]  |
| 920   | Степанов Иван Фёдорович                                           | 24.12.1943            | артиллерия   | орудийный номер 981-го зенитного артиллерийского полка 9-й зенитной артиллерийской дивизии РГК в составе 40-й армии 1-го Украинского фронта | красноармеец                           | 15.04.1924 — 22.10.1943                    | [ БС 29 ] [ ГС 102 ] [ НЛ 93 ]  |
| 921   | Степанов Константин Иванович                                      | 24.03.1945            | танкист      | командир танка 233-й танковой бригады 5-го механизированного корпуса 6-й танковой армии 2-го Украинского фронта | младший лейтенант                      | 01.06.1922 — 13.03.1999                    | [ БС 29 ] [ ГС 103 ] [ НЛ 94 ]  |
| 922   | Степанов Михаил Иудович                                           | 01.07.1944            | авиация      | штурман 800-го штурмового авиационного полка 292-й штурмовой авиационной дивизии 1-го штурмового авиационного корпуса 5-й воздушной армии 2-го Украинского фронта | капитан                                | 21.02.1920 — 13.07.1952                    | [ БС 29 ] [ ГС 104 ] [ НЛ 95 ]  |
| 923   | Степанов Михаил Карпович укр. Степанов Михайло Карпович           | 24.03.1945            | десантники   | командир роты 13-го гвардейского воздушно-десантного полка 1-й гвардейской воздушно-десантной дивизии 53-й армии 2-го Украинского фронта | гвардии младший лейтенант              | 15.09.1912 — 25.05.1962                    | [ БС 29 ] [ ГС 105 ] [ НЛ 96 ]  |
| 924   | Степанов Никита Андреевич                                         | 15.01.1944            | кавалерия    | помощник командира сабельного взвода 58-го гвардейского кавалерийского полка 16-й гвардейской кавалерийской дивизии 7-го гвардейского кавалерийского корпуса 61-й армии Центрального фронта | гвардии старший сержант                | 13.10.1913 — 22.09.1953                    | [ БС 30 ] [ ГС 106 ] [ НЛ 97 ]  |
| 925   | Степанов Николай Никитович                                        | 29.06.1945            | авиация      | заместитель командира и штурман эскадрильи 566-го штурмового авиационного полка 277-й штурмовой авиационной дивизии 1-й воздушной армии 3-го Белорусского фронта | капитан                                | 09.01.1919 — 17.09.2008                    | [ БС 30 ] [ ГС 107 ] [ НЛ 98 ]  |
| 926   | Степанов Николай Петрович                                         | 17.10.1943            | пехота       | стрелок 212-го гвардейского стрелкового полка 75-й гвардейской стрелковой дивизии 60-й армии Центрального фронта | гвардии красноармеец                   | 21.11.1925 — 18.06.1997                    | [ БС 30 ] [ ГС 108 ] [ НЛ 99 ]  |
| 927   | Степанов Николай Саввич якут. Степанов Николай Саввич             | 05.05.1990            | пехота       | пулемётчик мотострелкового батальона 45-й механизированной бригады 5-го механизированного корпуса 6-й танковой армии 2-го Украинского фронта | красноармеец                           | 19.11.1923 — 20.09.1992                    | [ БС 31 ] [ ГС 109 ] [ НЛ 100 ] |
| 928   | Степанов Олег Николаевич                                          | 23.09.1943            | пехота       | командир взвода 624-го стрелкового полка 137-й стрелковой дивизии 48-й армии Центрального фронта | старший лейтенант                      | 31.10.1924 — 26.07.1943                    | [ БС 30 ] [ ГС 110 ] [ НЛ 101 ] |
| 929   | Степанов Фёдор Фёдорович                                          | 20.06.1942            | авиация      | командир отряда 1-го тяжёлого бомбардировочного авиационного полка 23-й бомбардировочной авиационной дивизии Дальнебомбардировочной авиации | капитан                                | 22.04.1913 — 13.11.1986                    | [ БС 30 ] [ ГС 111 ] [ НЛ 102 ] |
| 930   | Степанченко Виктор Григорьевич                                    | 22.02.1944            | артиллерия   | командир батареи 562-го армейского миномётного полка 37-й армии Степного фронта | лейтенант                              | 15.09.1921 — 10.08.1999                    | [ БС 30 ] [ ГС 112 ] [ НЛ 103 ] |
| 931   | Степанюк Григорий Федосеевич укр. Степанюк Григорій Федосійович   | 24.03.1945            | артиллерия   | командир отделения разведки батареи 771-го артиллерийского полка 248-й стрелковой дивизии 5-й ударной армии 1-го Белорусского фронта | младший сержант                        | 09.02.1919 — 18.01.1945                    | [ БС 32 ] [ ГС 113 ] [ НЛ 104 ] |
| 932   | Степанян Нельсон Георгиевич арм. Ստեփանյան Նելսոն                 | 23.10.1942 06.03.1945 | авиация      | командир звена 57-го штурмового авиационного полка 8-й бомбардировочной авиационной бригады ВВС Балтийского флота командир 47-го штурмового авиационного полка 11-й штурмовой авиационной дивизии ВВС Балтийского флота | младший лейтенант гвардии подполковник | 28.03.1913 — 14.12.1944                    | [ БС 33 ] [ ГС 114 ] [ НЛ 105 ] |
| 933   | Степашов Иван Сергеевич                                           | 22.02.1944            | комиссар     | парторг мотострелкового батальона 2-й гвардейской механизированной бригады 1-го гвардейского механизированного корпуса Юго-Западного фронта | гвардии старший лейтенант              | 07.11.1918 — 25.08.1943                    | [ БС 33 ] [ ГС 115 ] [ НЛ 106 ] |
| 934   | Стёпин Василий Иванович                                           | 27.06.1945            | пехота       | командир 969-го стрелкового полка 273-й стрелковой дивизии 6-й армии 1-го Украинского фронта | подполковник                           | 14.01.1913 — 26.02.1945                    | [ БС 33 ] [ ГС 116 ] [ НЛ 107 ] |
| 935   | Стёпин Виктор Александрович                                       | 22.07.1944            | артиллерия   | старший разведчик-наблюдатель 138-го гвардейского артиллерийского полка 67-й гвардейской стрелковой дивизии 6-й гвардейской армии 1-го Прибалтийского фронта | гвардии ефрейтор                       | 09.02.1919 — 11.12.2007                    | [ БС 33 ] [ ГС 117 ] [ НЛ 108 ] |
| 936   | Степин Кузьма Иванович                                            | 28.09.1943            | авиация      | штурман эскадрильи 98-го гвардейского отдельного разведывательного авиационного полка Главного командования ВВС Красной Армии | гвардии капитан                        | 24.10.1913 — 13.08.1982                    | [ БС 33 ] [ ГС 118 ] [ НЛ 109 ] |

| Навигационная таблица | Навигационная таблица                 |
| --------------------- | ------------------------------------- |
| «С»                   | Сабанов Григорий — Самсонов Владимир  |
| «С»                   | Самсонов Иван — Севрюков Алексей      |
| «С»                   | Севрюков Леонид — Сергиенков Дмитрий  |
| «С»                   | Сергов Алексей — Силантьев Николай    |
| «С»                   | Силин Николай — Скрылёв Алексей       |
| «С»                   | Скрылёв Виктор — Соболевский Анатолий |
| «С»                   | Собянин Гавриил — Сорокин Сергей      |
| «С»                   | Сорокин Фёдор — Степин Кузьма         |
| «С»                   | Степовой Арсентий — Сулин Семён       |
| «С»                   | Султанов Барый — Сябро Николай        |